# Чулошне
Чуло́шне (рос. Чулошное) — село у складі Половинського округу Курганської області, Росія.
Населення — 378 осіб (2010, 530 у 2002).
Національний склад станом на 2002 рік:
- росіяни — 75 %